# Circonscription-clé
Une circonscription-clé ou « swing circonscription », « swing circo »,, « circonscription tangente », ou « circonscription très serrée », notion dérivée de celle de swing state aux États-Unis, désigne une circonscription qui peut facilement basculer lors d'une élection législative. Elles étaient au nombre de 160 lors des législatives de 2024.
En France, l'expression a émergé en 2017 puis fleuri en 2022 quand au total, « 92 députés ont été élus avec moins de 1 000 votes d’écart, dont 13 avec moins de 100 voix ». Leur nombre est évalué en 2024 à 150 avant le premier tour et à 160 après, dans une situation inattendue de forte participation, de percée du RN, et de grand nombre désistements, dans laquelle le parti socialiste a 136 qualifiés au second tour, soit 2,5 fois que les 54 de 2022.

## Définition
Cette notion, de science politique, dérivée de celle de swing politique, venue du monde anglo-saxon, correspond à celle de « circonscription changeante » dans la province canadienne du Québec. En France, ces circonscriptions-clés, dites aussi « très serrées », sont appelées « swing circonscriptions » ou « swing circos », et sont scrutées de près par la presse régionale et nationale,,, ; elles jouent un rôle majeur dans l'obtention d'une majorité absolue ou relative. Certaines sont rurales, d'autres urbaines.

## Histoire
En 2012, les experts parlent de la notion de "circonscriptions tangentes" et en identifient une soixantaine où le duel se joue à deux points d'écart, environ 500 voix.
Selon le journal Marsactu, le vocabulaire semi anglais de « swing circonscription » apparait dès mai 2017 lors des législatives en France, où malgré le succès très large du parti d'Emmanuel Macron, dans 104 circonscriptions, l’écart entre les deux candidats qualifiés est inférieur à 5 points. Elle est en particulier utilisée pour qualifier « celle arrachée de justesse par Valérie Boyer (LR) à Marseille en 2012 » face à Christophe Masse (PS), avec seulement « 505 voix d’avance ». L'expression est utilisée par un conseiller d’arrondissement apparenté PS qui la définit comme « un endroit où les enjeux sont très forts et où tout peut arriver ».
Cette émergence se produit quelques mois après la victoire de Donald Trump aux États-Unis à l'élection présidentielle de novembre 2016, malgré un nombre de voix inférieur d'environ trois millions à celui de sa rivale Hillary Clinton, grâce à une victoire de justesse dans plusieurs swing states importants de la région des Grands lacs.

## Exemples en France

### Les swing circonscriptions en 2022
Lors des législatives 2022, la gauche a perdu « de nombreux duels très serrés », parmi ses 182 duels de second tour, dont 58 pour « moins de cinq points d’écart ». Dans 47 cas sur 58, c'était face au parti du président. Ces faibles écarts de voix ont entraîné des recours au Conseil constitutionnel dans 75 circonscriptions en 2022, dont 8 hors de France. Le chef de file de la NUPES a estimé qu'environ 17 000 voix lui auraient suffi pour la majorité absolue mais, selon le quotidien Le Monde, le chiffre réel est nettement plus élevé, de l'ordre de 393 344 voix. L'élection s'est jouée à moins de 500 voix dans deux circonscriptions du Nord et deux du Pas-de-Calais (à Lens, Desvres, Aniche ou Cambrai).

### Les swing circonscriptions en 2024

#### Avant le premier tour
Après 92 en 2022, leur nombre est estimé à 150 au premier tour en 2024 puis 160 au second, le profil des candidats y ayant par ailleurs changé. 
Selon Vincent Tiberj, professeur à Sciences Po Bordeaux, la gauche a en 2024 fait « un bon choix d’avoir investi des socialistes dans de nombreuses circonscriptions gagnables mais perdues en 2022 » pour viser un meilleur report de voix au second tour qu’avec l'étiquette LFI de 2022, quand 92 swing circonscriptions s'étaient jouées à moins de 1 000 votes d’écart et 13 avec moins de 100 voix. Les socialistes ont obtenu « la parité hors sortants » avec LFI, qui domine dans « les plus simples à gagner », car les plus à gauche, avec ses 75 sortants, selon une analyse du quotidien Les Échos. Le scrutin sera très suivi dans les « territoires davantage ruraux et périurbains » à courtiser si la gauche veut avoir une chance, selon le chercheur Simon Audebert, auteur d’une étude publiée par The Conversation et la Fondation pour l’écologie politique.
Le nombre élevé de procurations est lié à ce grand nombre de « Swing circos », selon le magazine L'Express et constitue « une donnée majeure » selon Marine Tondelier, secrétaire nationale des Écologistes. Selon un sondage Ifop pour Roole, 9 % de Français ont modifié leur date de départ en vacances pour voter, proportion montant à 16 % chez les sympathisants de gauche et 19 % chez les 18-24 ans. Mais selon le sondeur Brice Teinturier, les sondages ne montrent « pas de différentiel de mobilisation extrêmement marqué en faveur d'un camp ». Reste à savoir si la mobilisation se fera dans « les circonscriptions tangentes, qui peuvent faire changer le profil des territoires », selon Christelle Craplet, directrice de BVA Opinion, d'autant que les candidatures, moins nombreuses qu'en 2022, sont souvent concentrées « sur les trois ou quatre principales forces ».
Selon L'Obs, les « swings circonscriptions » sont 150 en 2024 et « concentrent toute l’attention des experts électoraux des partis, des instituts de sondages ou des data scientistes indépendants ». Selon le magazine, « dans la moitié des circonscriptions, les résultats devraient être sans surprise », mais « dans 150 autres cas » la compétition est « totalement incertaine ». Le consultant en informatique Anthony Veyssière a croisé les chiffres des législatives et présidentielles de 2022, avec ceux des européennes 2024, pour classer les circonscriptions en quatre grands groupes : les « sûres », celles « avec un bloc favori », les « indécises 50/50 entre 2 blocs » et les « indécises entre 3 blocs ». Il a par ailleurs identifié le contraire des « swings circonscriptions », 263 qui sont jugées quasiment « imperdables » : 112 pour le RN et 112 pour le Nouveau Front populaire, 25 pour Ensemble et 14 pour les LR.
Un écart serré est particulièrement prévu dans au moins 78, parmi lesquelles la 5e de l'Essonne, la 2e de l'Allier, perdue de 140 voix en 2022, la 1re du Gers, la 6e de la Haute-Garonne, la 8e de Seine-et-Marne, la 7e du Val-de-Marne, la 8e des Yvelines, la 1re des Hautes-Alpes. Dans le Rhône, plusieurs députés sortants macronistes ou LR pourraient perdre leurs sièges. Des écarts modestes sont aussi attendus dans celles de ministres, notamment la 3e de Paris de Stanislas Guerini, déjà qualifiée en 2022 de « sorte de swing state » par Le Monde, où la moitié de la population a moins de 35 ans, ou celles de Clément Beaune (7e de Paris), Olivier Véran (1re de l'Isère) Gabriel Attal, Sabrina Agresti-Roubache (1re des Bouches-du-Rhône), Gérald Darmanin (10e du Nord) et Agnès Pannier-Runacher (2e du Pas-sz-Calais). Selon Pierre Jouvet, chargé des élections au Parti socialiste, elles sont particulièrement nombreuses en Ardèche, en Dordogne, dans la Drôme, dans la Loire-Atlantique, en Meurthe-et-Moselle, et à Marseille. À Paris, « le contexte de forte mobilisation » électorale pourrait « renverser la balance » dans les « circonscriptions clés », en particulier les 1re, 2e et 4e, détenues par le parti du président.
En 2024, une circonscription compte en moyenne 120 000 habitants,. 
La magnitude des circonscriptions, bien qu'en baisse au XXIe siècle, est encline à faire jouer un rôle important aux swing circonscriptions. En 2022, Le Monde observait qu'environ 17 000 voix suffisaient à se maintenir au second tour dans la 3e circonscription de la Vendée, contre seulement 631 à Saint-Pierre-et-Miquelon, et « 29 000 pour les Français d’Amérique du Nord », la taille des circonscriptions « allant presque du simple au triple », comme le montre l'exemple concret de différence de taille entre la 2e circonscription du Cantal (62 753 habitants) et la 5e de la Loire-Atlantique (167 177 habitants).

#### Après les désistements d'entre-deux tours
Le premier tour a placé le RN en tête dans « 160 circonscriptions, des territoires ruraux et périurbains pour la plupart », ou « l’incertitude demeure particulièrement grande », souligne l'hebdomadaire L'Obs, en observant qu'il est présent au second tour dans 155 d'entre elles et que les désistements au profit du NFP même « beaucoup plus sélectifs » que ceux dans l'autre sens, modifient la donne. Selon  L'Obs, « même si le RN emportait les trois quarts des swing circos, il se situerait alors autour de 250-260 circonscriptions remportées, au-dessous des 289 ».
Le RN est en tête dans 214 des 409 duels de second tour après désistements, avec une avance de 10 à 20 % dans 90 d'entre eux, tandis que pour 21 autres l’écart est de moins de 1 %. La plupart des 89 triangulaires après désistements ont un écart de moins de 10 % entre les deux premiers candidats.
Selon cette analyse, compte tenu des 76 élus du premier tour, « on peut estimer raisonnablement qu’environ 400 circonscriptions sont déjà jouées ou pratiquement jouées. Soit, au total, 135-140 pour le Rassemblement national, 110-120 pour le Nouveau Front populaire, 90 pour Ensemble, une vingtaine pour LR, et une quarantaine pour tous les divers (gauche, droite, centre, ou inclassables) » mais il en reste 160 incertaines, situées dans une trentaine de départements, « essentiellement ruraux ou périurbains ».
Après « de nombreux désistements, permettant d’éviter des triangulaires favorables à l’extrême droite », France 24 a listé des circonscriptions « où les écarts tenus » et cette nouvelle donne « peuvent tout changer ». Le NFP a sélectionné les « swing circos » qui pourraient tout faire « basculer », où « il y a de fortes incertitudes sur le gagnant », selon l'enseignant-chercheur en science politique Alessio Motta.
La partie va se jouer dans des départements « beaucoup plus périurbains » que ceux où elle s'était jouée lors des législatives de 2022, selon une analyse de Kévin Puisieux, directeur de la Fondation de l’Écologie politique, et Simon Audebert, doctorant au Centre d’Études européennes et de Politique comparée de Sciences-Po, qui en a identifié 25 très importantes, où plus de 50 % de la population vit dans une zone rurale ou périurbaine.

### Élections locales: le cas du Conseil de Paris
Au niveau local, certains territoires ont des modes de scrutins et une géographie électorale qui rappellent l’élection présidentielle américaine, comme Paris avec l’élection indirecte du maire via le Conseil de Paris : l’ouest parisien vote au centre et à droite, l’est parisien à gauche, et les 5e, 12e et 14e arrondissement jouent le rôle d’arrondissements balances.